# Heldmaschine
Heldmaschine est un groupe de Neue Deutsche Härte allemand fondé en 2011 à Coblence, en Rhénanie-Palatinat. Il est formé par les membres du tribute band Völkerball spécialisé dans les reprises du groupe Rammstein et a pour objectif de laisser place à des compositions originales. 

## Histoire
Le groupe naît à partir du tribute band Völkerball (de), spécialisé dans la reprise des chansons du groupe Rammstein, et dont René Anlauff était déjà le chanteur,. Le groupe décide de jouer ses propres morceaux sous le nom de Heldmaschine car les fans de Völkerball ne viennent aux concerts que pour écouter des reprises de Rammstein : le premier concert sous le nom Heldmaschine ne réunira d'ailleurs que 500 personnes, venues néanmoins en connaissance de cause.
Le premier album, Weichen und Zunder, sort le 6 avril 2012, alors que l'année précédente, la vidéo du single Radioaktiv a connu un certain succès en totalisant 300 000 vues sur YouTube, ainsi que le second single Gammelfleisch, sorti en décembre 2011. En 2013, le groupe participe à l'enregistrement du single Das Gerücht du groupe de medieval rock Tanzwut. En octobre 2013 sortent la vidéo du titre Doktor ainsi que le troisième single, Weiter!. La presse régionale qualifie alors le groupe de « nouvelle révélation de 2013 de la Neue Deutsche Härte »,.
En 2014 paraît le deuxième album, Propaganda, qui comme le premier ne comprend que des chansons en allemand et dont les paroles se distinguent par un ton plus brutal et provocateur. Lors de la tournée de promotion de l'album en Allemagne, René Anlauff fait une mise au point concernant le choix du titre Propaganda, en soulignant que le groupe n'est pas orienté politiquement à droite. Fin 2014, le guitariste Marco Vetter quitte la formation et est remplacé par Dejan Stankovic[réf. souhaitée].
En 2015, le groupe publie le single Wer einmal lügt ainsi que l'album Lügen. Heldsmachine enchaine avec une tournée à l'automne. Après la parution de l'album Himmelskörper fin 2016, Heldenmaschine se produit en 2017 au festival W:O:A, puis dans une série de 15 concerts avec le groupe Maerzfeld en première partie.
Outre les tournées, le groupe se produit dans divers festivals, dont le Rockharz Open Air de Ballenstedt en 2016, celui de M'era Luna à Hildesheim en 2016 et en 2019, et également le festival « NDH — Nacht der Helden » accueillant des groupes de Neue Deutsche Härte, créé en 2017 par TMS Event, qui se tient chaque année en hiver à la Turbinenhalle à Oberhausen. En décembre 2018, la ville de Hanovre accueille le festival au centre des expositions Capitol, où se produisent Heldmaschine, Stahlmann, Maerzfeld et apRon. En 2019, le festival s'étend l'été à la forteresse d'Ehrenbreitstein : le 24 août 2019, il réunit Heldmaschine, le musicien Joachim Witt, Unzucht, Tanzwut et Maerzfeld, et le 27 décembre au Capitol et le 29 décembre 2019 à la Turbinenhalle, Heldmaschine se produit aux côtés de Faelder, Erdling et Hemesath.
En septembre 2019, sans annonce préalable ni publicité, paraît l'album Im Fadenkreuz,. Celui-ci se distingue des précédents par un regard critique sur des sujets de société, et tout en étant dans la lignée des précédents albums, développe différentes facettes musicales et témoigne d'une identité plus affirmée qu'aux débuts du groupe.
En mars 2020, le groupe interrompt sa tournée Im Fadenkreuz en raison de la pandémie de Covid-19. En compensation, le groupe organise un concert en streaming sur YouTube. En juillet 2020, le groupe se produit au Groovebar à Cologne avec un livestream supplémentaire via les médias sociaux, puis pour quelques dates en Allemagne, comme à Gelsenkirchen, Coblence et Francfort[réf. nécessaire].
En 2022, la tournée de printemps est à nouveau reportée à deux exceptions près. La tournée d'automne a lieu comme prévu en 2022 et s'achève en mars 2023. Le single Sucht sort fin mars 2023. La même année, le groupe poursuit ses tournées en Allemagne avec des dates au début de l'été et tout le mois d'octobre. En juin 2023 sort le single Hast du Angst?.

## Style
Le style du groupe, mélange d'influences NDH et Rock gothique, est très proche de celui de Rammstein, incorpore néanmoins plus d'éléments de musique électronique. L'influence de Rammstein reste perceptible, bien que le groupe ait développé, dès son album Weichen und Zunder, un style personnel, tendance qui se confirme avec l'album Im Fadenkreuz en 2019 avec un son très electro, des riffs très durs, des paroles tranchantes, une scénographie à la Mad Max et un son d'ensemble qui se rapproche plus du rock industriel.

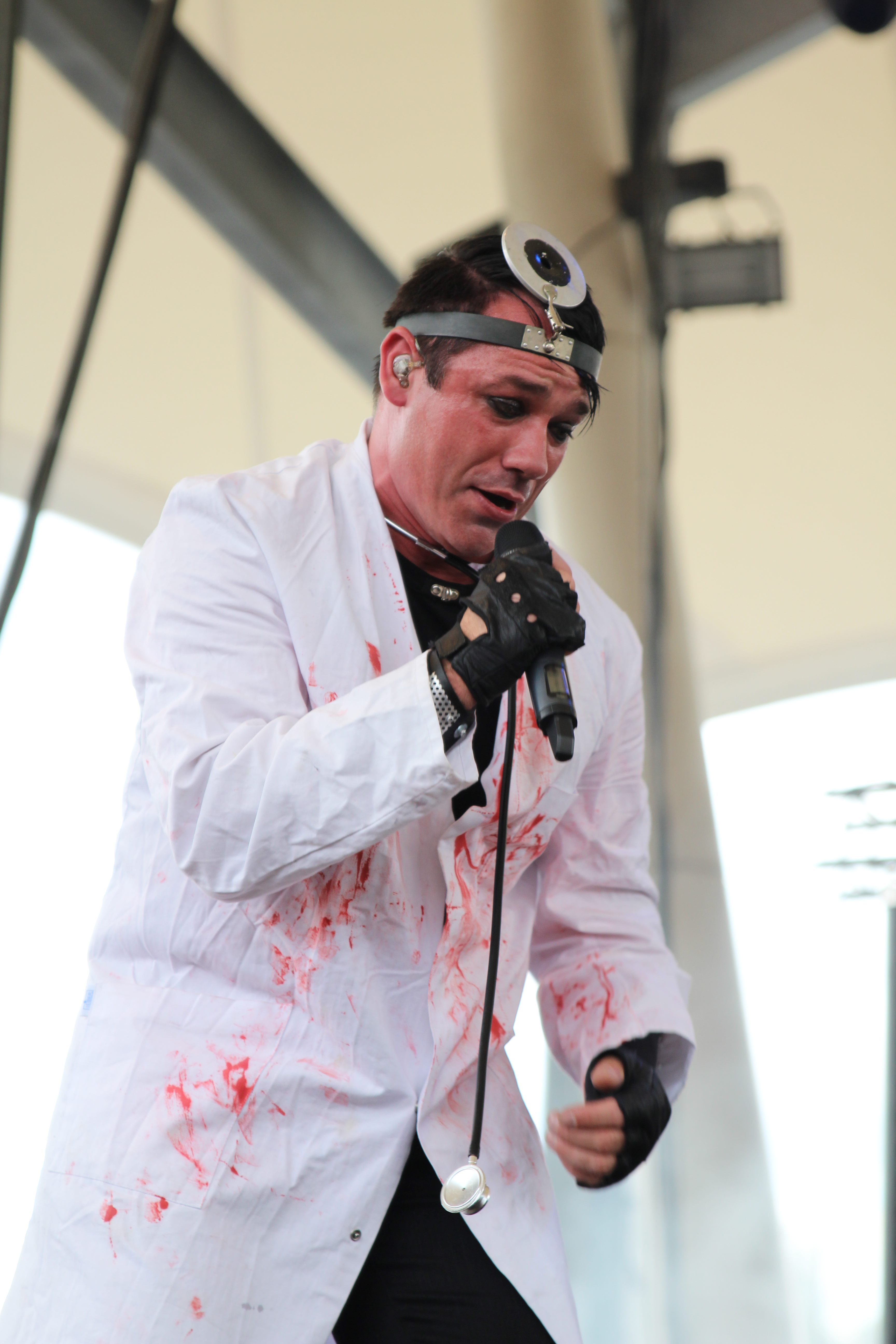
Anlauff interprétant Doktor
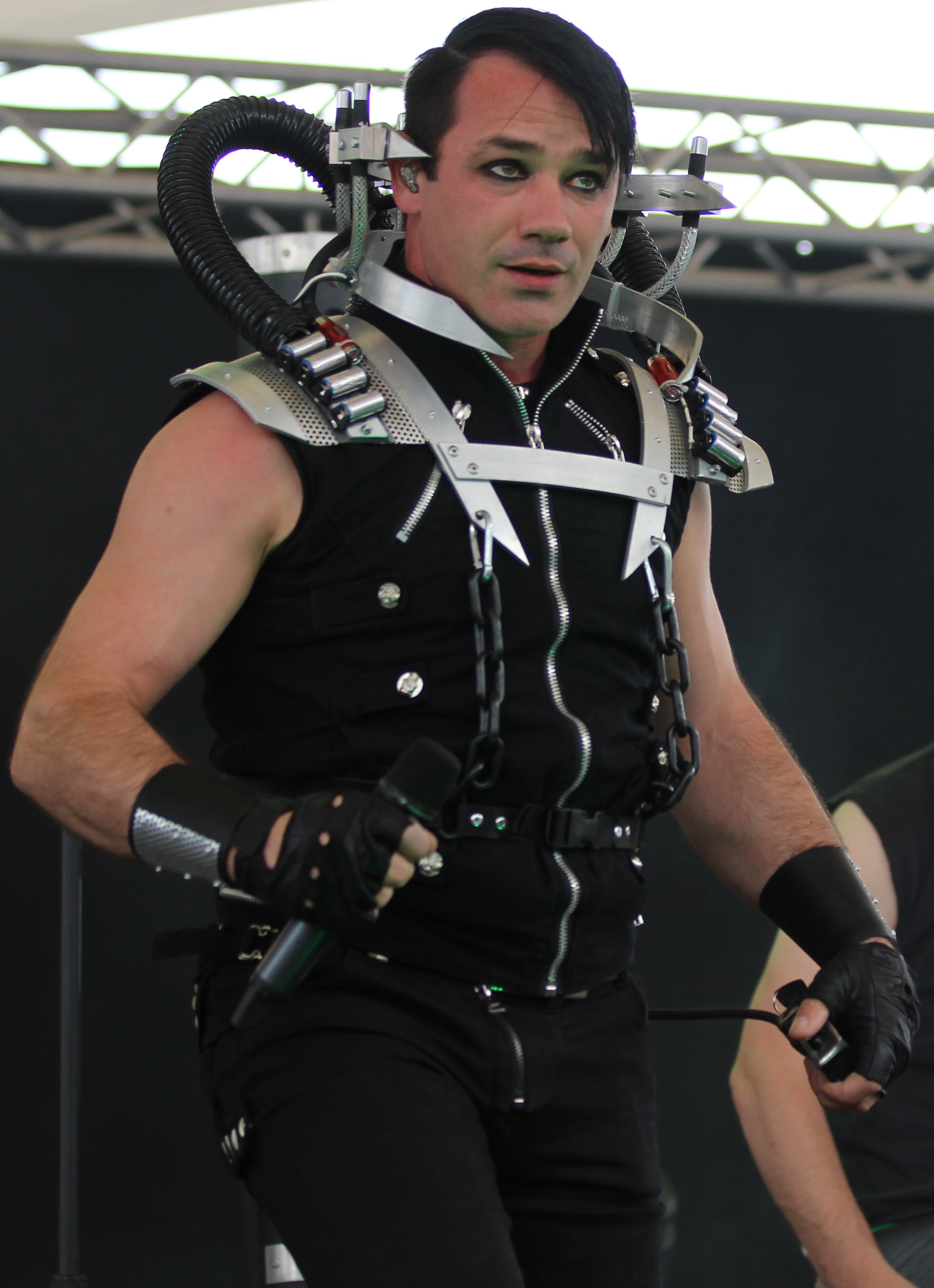
Anlauff interprétant Radioaktiv
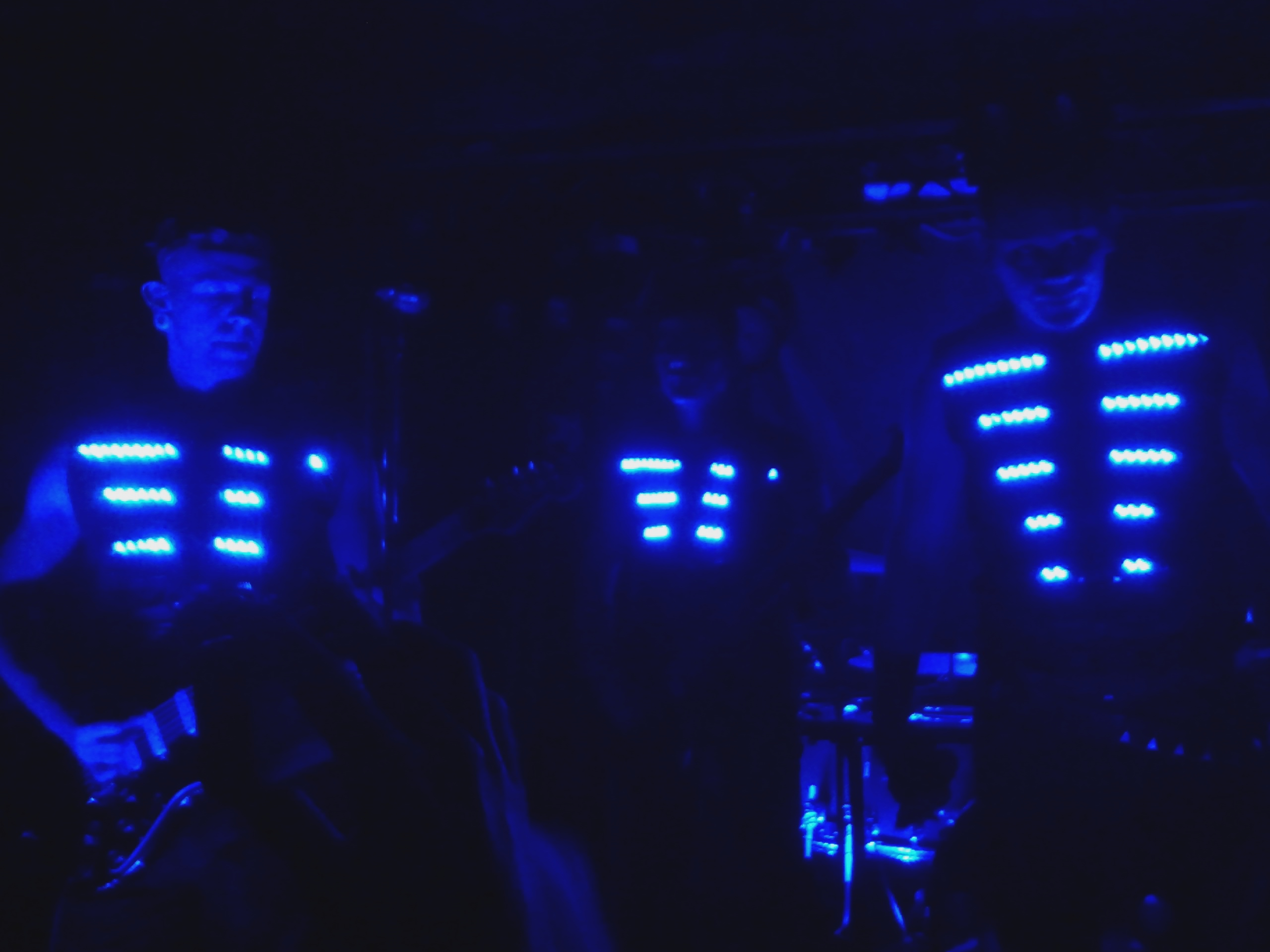
Concert Die Roboter

## Discographie

### Live
- 2018 : Live und laut

### EP
- 2019 : Volles Brett

### Singles
- 2011 : Gammelfleisch (Weichen und Zunder)
- 2012 : Radioaktiv (Weichen und Zunder)
- 2013 : Weiter! (Propaganda)
- 2014 : Propaganda (Propaganda)
- 2015 : Wer einmal lügt (Lügen)
- 2015 : Collateral (Lügen)
- 2016 : Sexschuss (Himmelskörper)
- 2021 : Lockdown[20]
- 2023 : Sucht
- 2023 : Hast du Angst?
- 2024 : Karl Denke

### Collaborations
- 2021 : Kleiner Mann, Anna Lux (de), feat. Heldmaschine[21].